# Ravana

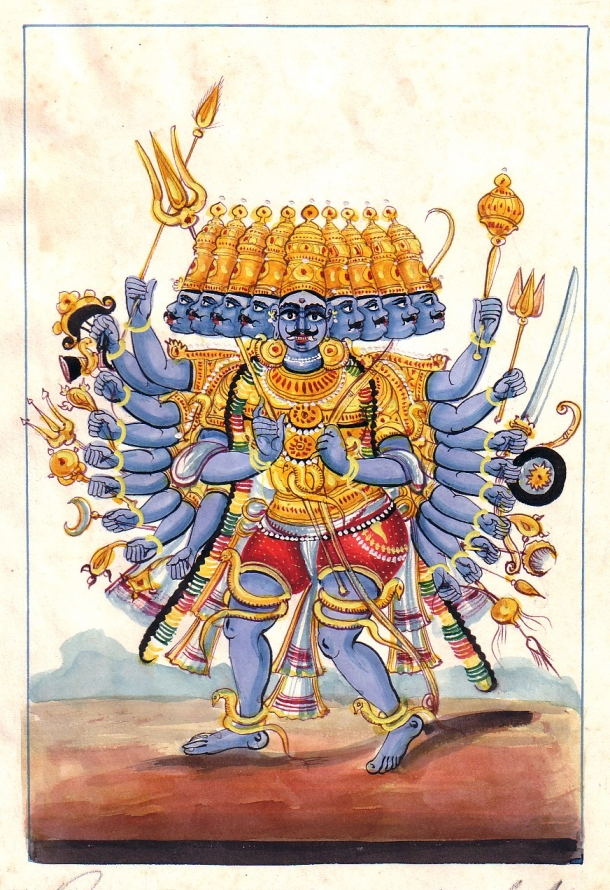
Rávana, rey de los rakshasas (demonios antropófagos).

En la mitología hinduista, Rávana era el rey de los demonios raksasas. Hermano de Kubera, el tesorero de los dioses.
Su nombre aparece por primera vez en los textos épicos Ramaiana y Majabhárata (ambos del siglo III a. C.).
Su rapto de Sita (la esposa de Rama) y su muerte a manos de Rama son los hechos principales de su leyenda.

## Etimología
- rāvaṇa, en el sistema AITS (alfabeto internacional para la transliteración del sánscrito).
- रावण, en escritura devanagari del sánscrito.
- Pronunciación: /rávana/.[1]
- Etimología: ‘el que hace llorar’, del sustantivo común rāva: ‘llanto, grito, lamento, cualquier ruido’, según el Majábharata (siglo III a. C.) y la literatura kaviá, que proviene de la raíz ru: ‘rugir, aullar, llorar a gritos’ en el Rig-veda (el texto más antiguo de la literatura de la India, de mediados del II milenio a. C.).[1]

## Leyenda
En las pinturas de Rayastán que representan los incidentes del Ramaiana, se ve a Rávana sentado en sus concilios demoníacos, raptando a Sita en una carroza voladora de flores, o luchando contra el famoso rey Rama Chandra (uno de los dioses más populares de la India).

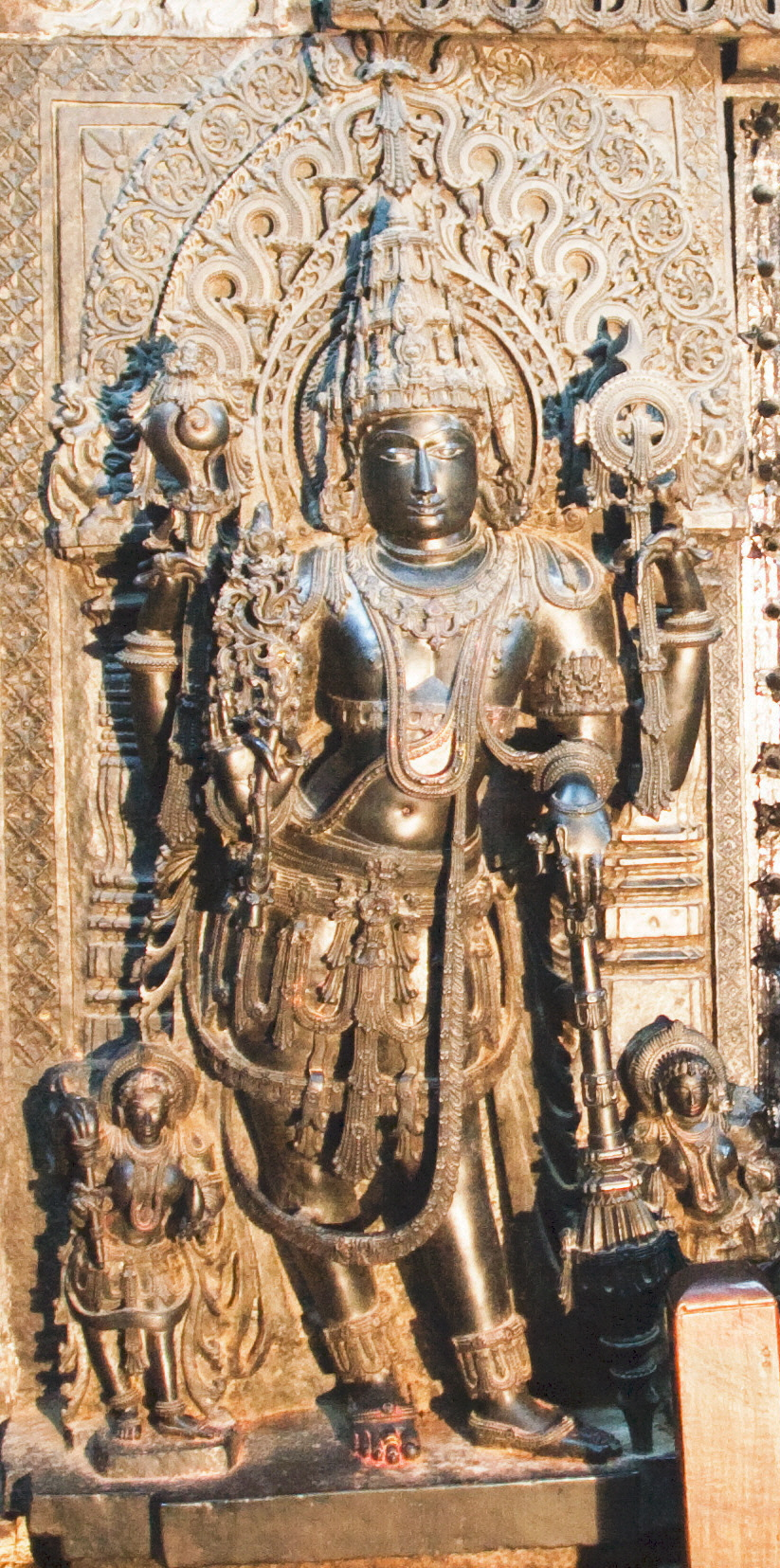
Escultura de Yaia (guardián de la puerta de Vaikunthá, la eterna morada espiritual del dios Visnú), cuidando la entrada al altar del templo de Visnú llamado Chenna Késhava. Según el Bhágavat Puraná, el demonio Rávana era un avatar del divino Yaia.

Rávana es representado con diez cabezas (que probablemente significan que poseía un gran conocimiento, que se expandía en las “diez direcciones”) que le ganaron el nombre de Daśamukha (‘diez caras’ o ‘diez bocas’), Daśagrīva (‘diez cuellos’) o Daśakantha (‘diez gargantas’). También se lo representa con diez pares de brazos (que puede significar que podía hacer el trabajo de diez hombres).
Poseía un carro que volaba por los aires (el pushpa-vímana o ‘avión de flores’ o el dandu-monara). Muchos ceilandeses religiosos tratan de demostrar que en la isla existen varios sitios que podrían ser Wariyapola (el sitio donde se suponía que aterrizaban estos carruajes voladores).

### Nacimiento

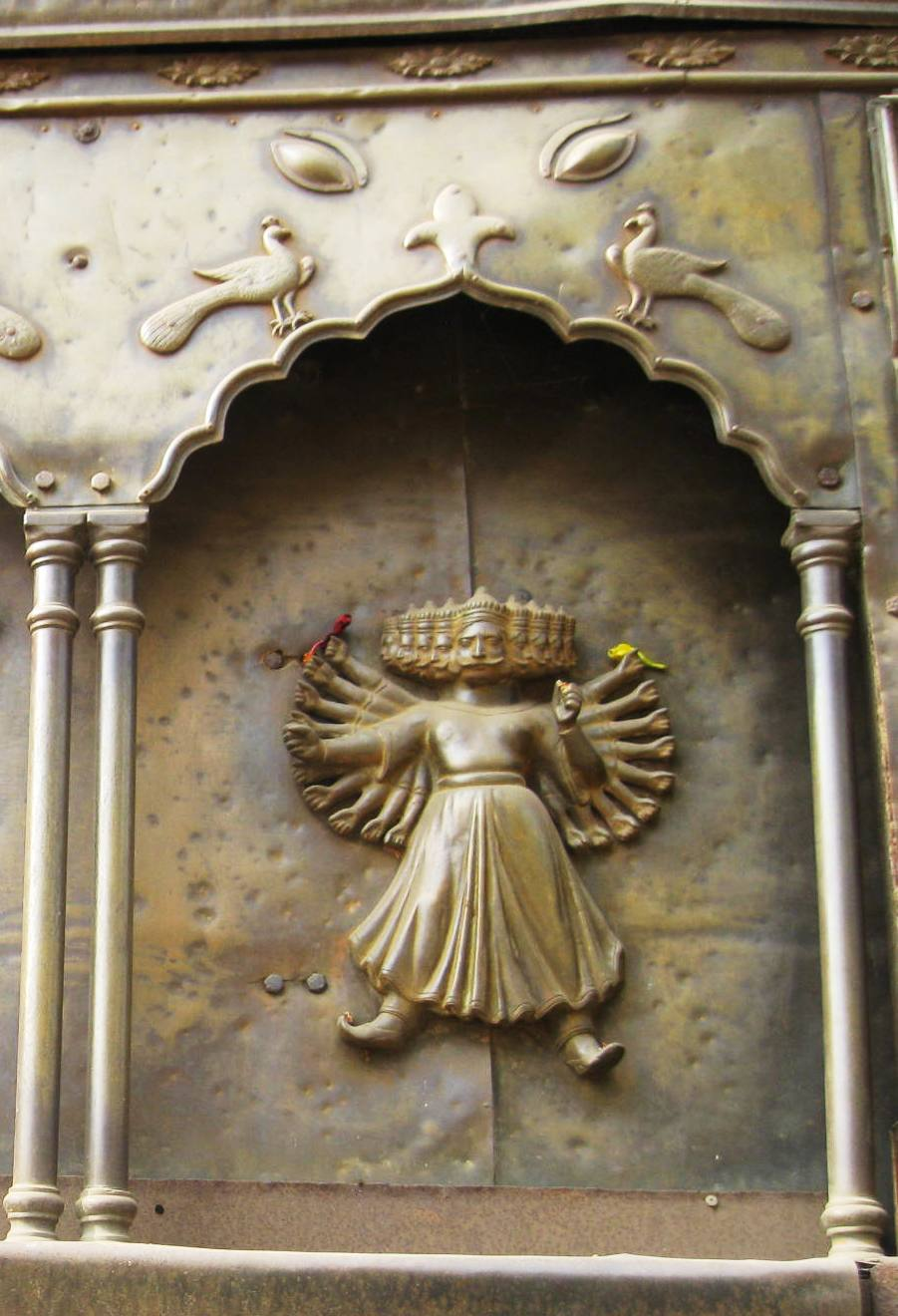
Ravana en un carro de latón, Searsole Rajbari, Bengala Occidental, India.

Rávana era hijo del sabio Visravas y la princesa Asura Kaikasí (o Keshiní, según el Bhágavata-purana). El padre de esta, el rakshasa Sumalin, deseaba que ella se casara con el ser humano más poderoso del mundo mortal, para así producir un heredero excepcional. Rechazó a todos los reyes del mundo porque el poder de estos era menor que el suyo. Kaikasī buscó entre los sabios y eligió finalmente a Visrava, quien le advirtió que como ella se le había aproximado en un momento inapropiado, tendría un hijo maligno. Sin embargo, ella aceptó. Así, Rávana nació mitad asura (‘demonio’, no sura) y mitad brahmana.
Visrava ya tenía una esposa, Ilavilā (Idavidā, según el Bhágavata-purana), con la que había tenido a Kúbera (o Kúveras), el tesorero de los dioses (que tenía tres piernas y ocho dientes).
Rávana fue el mayor de los hijos de Kaikasī, dándosele el nombre Dasagriva al nacimiento pues había nacido con diez cabezas. Sus hermanos fueron Kumbhákarna (gigantesco monstruo con ‘orejas [como] ollas’, que —según el capítulo 6 del Ramaiana— dormía seis meses al año) y Vibhīshana (quien había obtenido del dios Brahmá el don de no poder realizar ninguna acción cruel). A través de su madre estaba relacionado con los demonios Maricha y Subahu. Kaikasī también tuvo una hija: Surpanakha (‘uñas [como criba para] zarandear’).
Su padre, Visrava, notó que mientras que era agresivo y arrogante como individuo, era también un estudioso excepcional. Bajo su tutela, Rávana dominó los sagrados libros Vedás, así como las artes marciales de los guerreros (chatrías).

### Penitencia
Según el texto épico Ramaiana, el joven Rávana llevó a cabo una terrible penitencia que duró mil años, para complacer al dios Shivá.
Como Shivá no apareció ante él, Rávana —que tenía diez cabezas— se cortó una cabeza y meditó durante otros mil años.
Shivá tampoco se apareció ante él, por lo que Rávana se cortó otra cabeza y meditó otros mil años; y así sucesivamente hasta que estuvo a punto de cortar la última cabeza. Entonces Shivá apareció.
Él se sintió satisfecho con el pedido de Rávana, de obtener fuerza inmensa, riqueza y conocimiento sobre armas.
Rávana decidió aumentar sus habilidades para llegar a ser invencible. Dedicó una gran penitencia al dios Brahmá, que duró varios milenios. Brahmá apareció ante él ofreciéndole una bendición. Rávana inicialmente solicitó la inmortalidad, pero Brahmá rehusó. Rávana entonces solicitó una suprema invulnerabilidad e invencibilidad cuando se enfrentara a los dioses, a los seres celestiales y a otros demonios, serpientes y bestias salvajes. Debido a su desprecio hacia los humanos, no solicitó protección contra ellos. Brahmá lo bendijo con lo solicitado y, adicionalmente, le otorgó un gran poder de magia y conocimiento de armas divinas.

### Rey de Lanka
Rávana gobernó el reino de Lanka (que se cree que es la actual Sri Lanka), de donde había expulsado a su medio hermano Kúbera.
Después de haber ganado dichas bendiciones, Rávana buscó a su abuelo, Sumali, el rey demonio del mundo de las tinieblas y asumió el poder sobre su ejército. Después fijó su visión en Lanka.
La isla de Sri Lanka pertenecía al medio hermano de Rávana, Kúbera, el tesorero de los dioses e hijo de Visrava. Generosamente, Kúbera había compartido todo lo que poseía con los hijos de Kaikasī. Rávana, sin embargo, exigió Lanka entera de su hermano y amenazó con tomarla por la fuerza. Visrava aconsejó a Kúbera que debía entregarla pues este era invencible.
Aun cuando Rávana usurpó Lanka, fue considerado como un gobernante efectivo y benevolente. Lanka floreció bajo su mando y se decía que en la casa más pobre se hallarían vasijas de oro de las cuales comer y beber, y que el hambre era desconocida en el reino.

### Devoto de Shivá
Después de la conquista de Lanka, Rávana se encontró con el dios Shivá en la morada de este en el monte Kailash. Caprichoso, Rávana trató de mover la montaña sagrada. Shivá, molesto por esta actitud arrogante y orgullosa, tocó apenas la montaña con su dedo, afirmándola sobre Rávana. Los sirvientes de Shivá informan a Rávana acerca de a quién ha ofendido, ante lo cual Rávana entra en penitencia. Compone y canta canciones alabando a Shivá durante varios años, hasta que el Señor Shivá lo liberó de su esclavitud. Contento con el valor y la devoción de Rávana, Shivá le otorgó un mayor poder, y le regaló la muy poderosa Chandrajas (la espada lunar). Rávana, a cambio, se convirtió de por vida en devoto del dios Shivá. Rávana es conocido por su poema Shivá-tandava-stotra (especie de stuti o alabanza dedicado a la danza de Shivá).

### Emperador de los tres mundos
Con sus nuevas sobrecogedoras habilidades, Rávana procede a llevar a cabo una serie de campañas, conquistando a humanos y otros demonios. Invadiendo el mundo de las tinieblas por completo, dejó a su hijo Ahiravana como rey. Se convirtió en señor supremo de todos los asuras de los tres mundos, aliándose con los nivatakavachas y los kalakeyas (dos clanes a los cuales no pudo subyugar). Una vez que conquistó numerosos reinos de este planeta, llevó a cabo los sacrificios de fuego necesarios para ser coronado emperador.
Cuando su hermano Kúbera le reprochó su crueldad, Rávana se enfureció. Procedió entonces a conquistar otros planetas y triunfó sobre los dioses, condenando a Kúbera al ostracismo. Por la fuerza gana el poder sobre las razas de los dioses, los seres celestiales y las serpientes (aunque no el resto de la India).
Al comienzo del texto épico Ramaiana, Rávana es mostrado como el gobernante de todas las razas mortales y divinas, a tal punto que puede ordenar al Sol a salir o ponerse.

### Rapto de Sita
Rama, su esposa Sita y su hermano Lakshmaná vivían en el bosque, exiliados del reino de Aiodhiá.
La monstruosa hermana de Rávana, Surpa Nakha, se enamoró de Rama, adoptó una forma humana para seducirlo pero fue rechazada. Sita se rio de ella, así que Surpanaka asumió su horrenda forma original y la atacó para comerla. Lakshmaná le cortó las orejas y la nariz con sus flechas, afeándola. Surpanaka recurrió a su hermano y lo convenció de raptar a Sita.

### Rama mata a Rávana
Después de la muerte de Rávana, Rama puso en el trono de la isla a su aliado Vibhisana (hermano de Rávana).

## Naturaleza de Rávana
Mientras que algunos consideran a Rávana como un gobernante sabio y benevolente, otros argumentan que aunque los tiranos pueden tener buenas cualidades su carácter general es maligno. La noción del buen Rávana es un concepto muy discutido. De hecho, la percepción de él como un ser bondadoso puede ser producto de un movimiento reciente, acorde con motivaciones políticas. Sin embargo, las fuentes de los Puranás demuestran que Rávana era un gran devoto de Shivá y se supone que compuso el Shivá-tandava-stotra.
Sus acciones y su comportamiento, tal como son novelados en el Ramaiana, tratan de demostrar que la piedad sin virtud es inútil. La caracterización de Rávana en el poema sirve como ejemplo de los poderes de la lujuria y el ego. Es posible que parte de su acción y carácter hayan sido alterados debido a su guerra contra Ram.

### Los ayya vazhi
En la religión ayya vazhi (una secta hinduista de Tamil Nadú) se cree que Rávana es, de hecho, la manifestación del mal y va más allá. Primero, los seguidores de ayyavazhi difieren de otros hindúes en tanto que reconocen en él una figura satánica, Kroni, la manifestación primordial del mal en el mundo. Este mismo Kroni se manifiesta en diversas formas en diferentes eras o iugás, por ejemplo, como Rávana y Duryodhana. En respuesta a dichas manifestaciones del mal, Visnú encarna como sus avatares Rama, Krisná, etc., para destruir ese mal.
Los ayya vazhi creen que en esta era, Kroni (el espíritu de Kali yuga) es omnipresente. Esa es una de las razones por las cuales ellos, como otros hindúes, creen que Kali iugá es una era de degeneración.

## Yaia y Viyaia
El Ramaiana y el Majábharata no son las únicas escrituras religiosas que cuentan la historia de Rávana.
En el Bhágavata-purana se dice que Rávana y su hermano Kumbhá Karna eran reencarnaciones de Yaia y Viyaia, los dos porteros de Vaikunthá (la morada de Visnú), quienes fueron maldecidos por los sabios Kumarás a nacer en la Tierra por haber sido insolentes. Los guardianes habían rehusado la entrada a estos tres hermanos Kumará (Sanat, Sananda y Sanatana, hijos del dios Brahmá), quienes, por sus poderes y austeridad, tenían la forma de niños. Por su insolencia, los monjes les maldijeron a ser expulsados de Vaikunthá y a nacer en la Tierra. El bondadoso Visnú acordó que debían ser castigados pero mitigó el efecto de la maldición: les preguntó si querían nacer siete veces como devotos del Señor o tres veces como sus enemigos. Como la intención de los dos porteros era la de volver lo más pronto posible, eligieron ser enemigos de Dios.
En la primera era (Satia-iugá: ‘era de la verdad’), Yaia y Viyaia nacieron como Jirania Kashipú y Jirania Akshá. Para matarlos, Visnú encarnó en dos oportunidades, como Varaja (jabalí) y como Narasinja (un ser mitad hombre y mitad león).
En la segunda era (tréta-iugá: ‘era tres’) nacieron como Rávana y Kumbhákarna y fueron asesinados por Ramachandra.
Luego, en la tercera era (Duapara-iugá: ‘era dos’), Yaia y Viyaia nacieron como Sisupala y Dantavakra y fueron asesinados por Krisná.
Después de los tres nacimientos previstos, retornaron a Vaikunthá.